# Demetrius II av Georgien
Demetrius II av Georgien född 1259, död 1289, var en georgisk monark. Han var kung i kungariket Georgien mellan 1270 och 1289.